# Universidad Vasco de Quiroga
La Universidad Vasco de Quiroga (UVAQ), es una institución educativa privada de nivel medio superior y superior con sede en la ciudad de Morelia, Michoacán, México.

## Antecedentes
Fue fundada en enero de 1979, en la ciudad de Morelia, como la primera institución de estudios de carácter privado en el estado de Michoacán, por un grupo de empresarios encabezados por el ingeniero Cesar Nava Miranda y que actualmente cuenta con varios planteles. De inspiración cristiana, es regida por los preceptos de su líder espiritual el humanista y primer obispo de Michoacán Don Vasco de Quiroga.
La Universidad Vasco de Quiroga se define como una institución académica que favorece el desarrollo integral del ser humano a partir de un conjunto de valores humanos, más allá de la instrucción y la transmisión de información, la adquisición de habilidades y lograr el éxito profesional de sus alumnos.
Cuenta con una filosofía institucional reflejada en su misión: "Formar personas integralmente, inspirados en el humanismo católico de Don Vasco de Quiroga, para que sean agentes de cambio comprometidos con el bien común de la sociedad".
En su marco de actividades, antes del homenaje a Don Vasco de Quiroga, la UVAQ tiene una semana dedicada a actividades deportivas, sociales y culturales llamada "Semana Don Vasco".

## Crecimiento institucional
La Universidad Vasco de Quiroga, en actual expansión, prevé posicionarse a futuro como una de las universidades de mayor prestigio en México. Actualmente, cuenta con planteles y campus académicos en ocho municipios del estado de Michoacán y en dos de Guanajuato, con una previsión de crecimiento y desarrollo en varios otros estados de la República Mexicana y, a nivel internacional, cuenta con convenios con más de 40 universidades de Canadá, Estados Unidos, Francia, España, Italia, Perú, Argentina y Chile.
La Universidad cuenta con un programa de formación empresarial prevista para que sus egresados sean generadores de empleos.

### Licenciaturas
Todos los planes de estudio cuentan con el aval de la Secretaría de Educación en Michoacán y/o de la Secretaría de Educación Pública en México.
| Ciencias de la Comunicación y Artísticas  | Ingenierías                                                                                                  | Ciencias Políticas y Empresariales                                        | Ciencias de la Salud                                                      | Vivienda y Urbanismo |
| ----------------------------------------- | --- | ------------------------------------------------------------------------- | ------------------------------------------------------------------------- | -------------------- |
| Ciencias de la ComunicaciónDiseño Gráfico | Ingeniería en MecatrónicaIngeniería en Sistemas ComputacionalesIngeniería Industrial en Procesos y Servicios | DerechoAdministración de EmpresasComercio InternacionalContaduría pública | Medicina GeneralNutriciónPsicologíaFisoterapia y RehabilitaciónOptometría | Arquitectura         |

| Artes Culinarias | Sociales         | Empresariales          | Salud                     | Vivienda                            |
| ---------------- | ---------------- | ---------------------- | ------------------------- | ----------------------------------- |
| Gastronomía      | Lenguas Europeas | Mercadotecnia y Ventas | Cultura Física y Deportes | Diseño de Interiores y Ambientación |

## Siglas
- IESVAQ: Instituto de Estudios Superiores Vasco de Quiroga (Anteriormente).
- UVAQ: Universidad Vasco de Quiroga (Actualmente).

## Unidades Académicas
- Campus Santa María (Morelia)[4]
- Campus Tres Marías (Morelia)[4]
- Campus Santo Tomás (Morelia)[4]
- Campus Álvaro Obregón[4]
- Campus Ario de Rosales[4]
- Campus Ciudad Hidalgo[4]
- Campus Irapuato[4]
- Campus Lázaro Cárdenas[4]
- Campus Pátzcuaro[4]
- Campus Puruándiro[4]
- Campus Querétaro[4]
- Campus San Luis Potosí[4]
- Campus Tacámbaro[4]
- Campus Zacapu[4]
- Campus Zamora[4]
- Campus Chicago (Quiroga College)[5]
- Preparatoria UVAQ Campus Sto. Tomás Moro (Morelia)
- Preparatoria UVAQ Campus Pátzcuaro
- Preparatoria UVAQ Campus Ciudad Hidalgo
- Preparatoria UVAQ Campus Tacámbaro
- Preparatoria UVAQ Campus Zacapu
- Secundaria UVAQ Campus Tacámbaro

## Oferta Educativa
- Secundaria.
- Bachillerato propedeutico.
- Bachillerato de programación. (irapuato)
- Licenciaturas Semestrales.
- Licenciaturas Cuatrimestrales.
- Licenciaturas Ejecutivas.
- Educación Virtual.
- Especialidades.
- Maestrías.
- Doctorado.